# Étang des forges d'Ychoux
L'étang des forges est un plan d'eau artificiel d'environ 3 hectares situé sur la commune d'Ychoux, dans le département français des Landes.

## Présentation
L'étang est créé de la main de l'homme à la fin du XVIIIe siècle par retenue des eaux du ruisseau des Basques et alimenté par une douzaine de sources pour les besoins en énergie hydraulique des forges d'Ychoux. Il est agrandi au milieu du XIXe siècle grâce à une dérivation de la Moulasse (appelée depuis ruisseau des Forges) afin de procurer une force motrice suffisante en toute saison garantissant l'exploitation des forges.

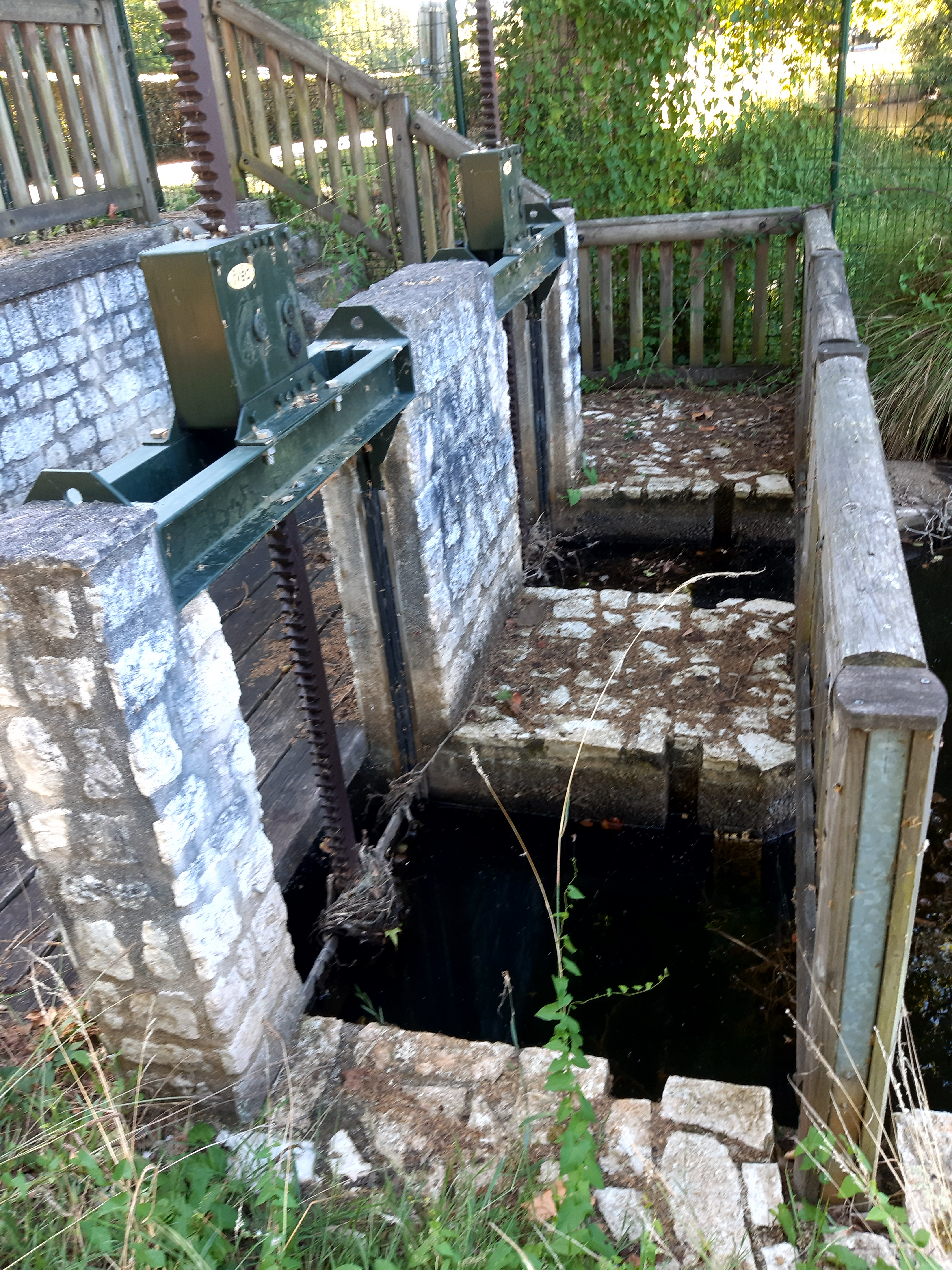
Vanne de décharge de l'étang des Forges d'Ychoux
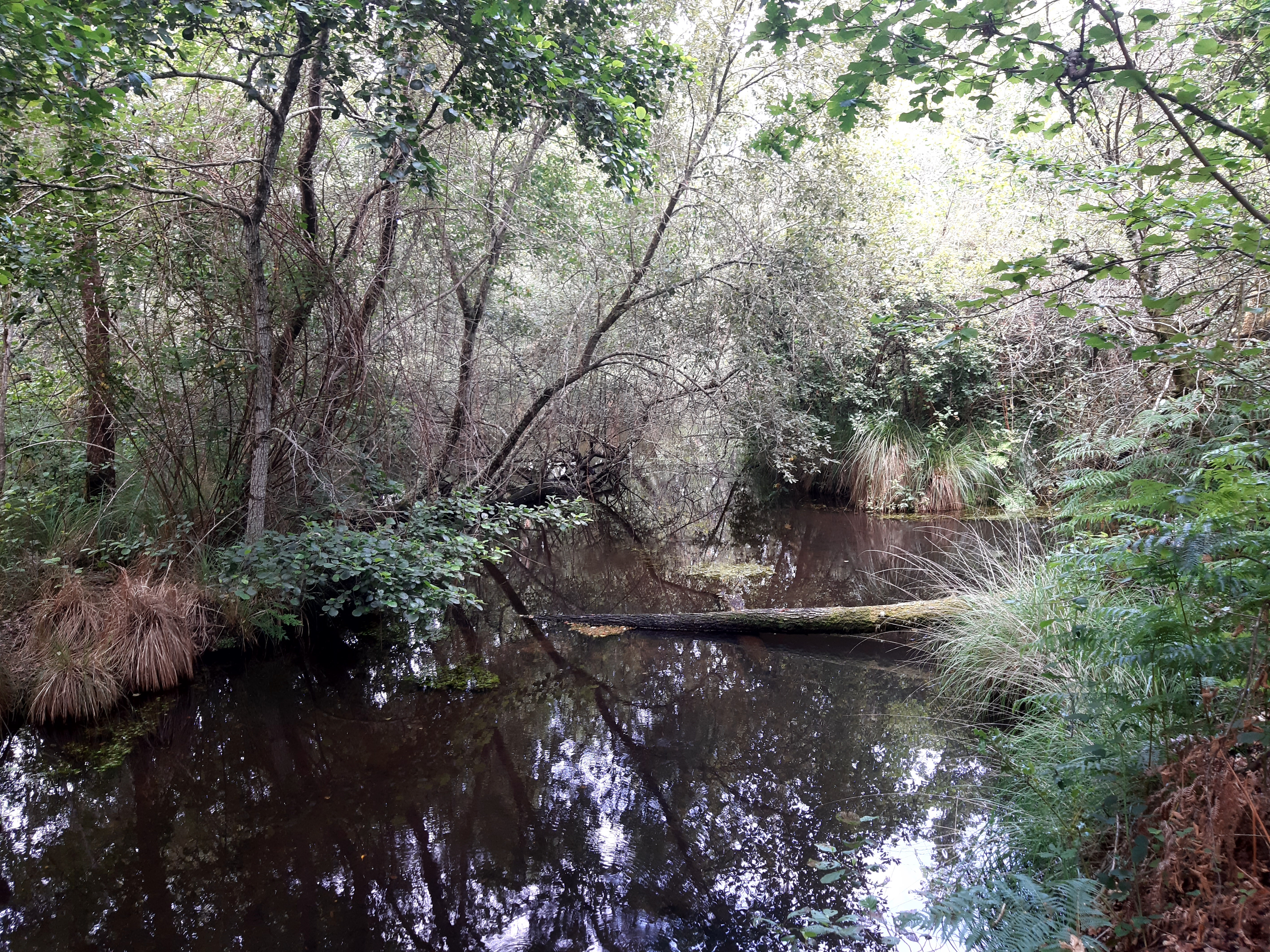
Ruisseau du Basque et sa ripisylve en amont de l'étang

L'étang est de nos jours un des derniers vestiges de cette activité proto-industrielle, dont il ne reste aujourd'hui que le souvenir discret de lieudits tels que le Fourneau ou les Forges, ainsi qu'une maison d'ouvrier (accueil du camping), le four à pain datant de 1819, jadis situé au centre du quartier ouvrier, des vestiges de la forge du Haut au bord du ruisseau ainsi que le monument funéraire de la famille Larreillet sur la place de l'église Notre-Dame d'Ychoux.

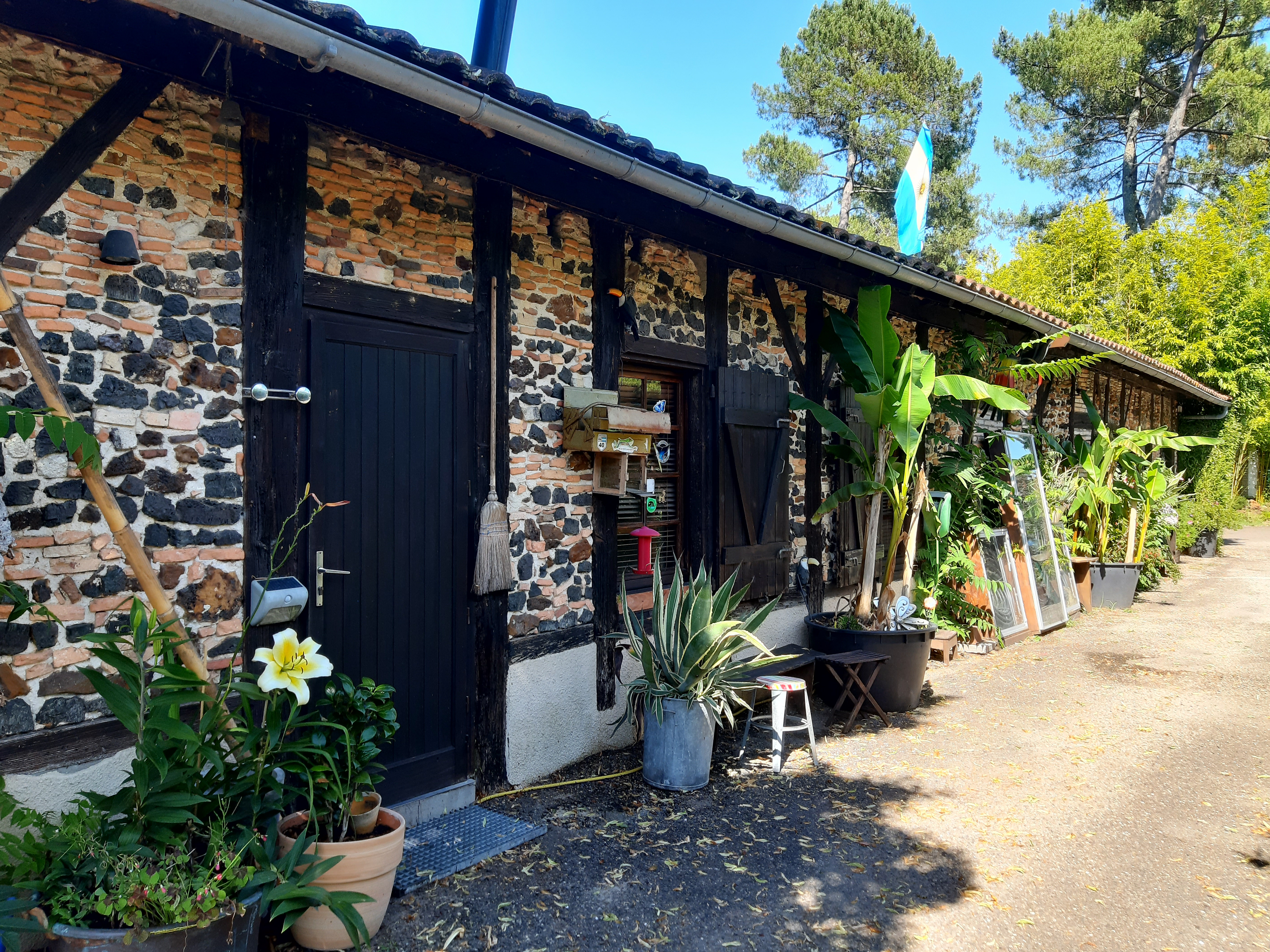
Ancienne maison d'ouvrier du quartier des forges
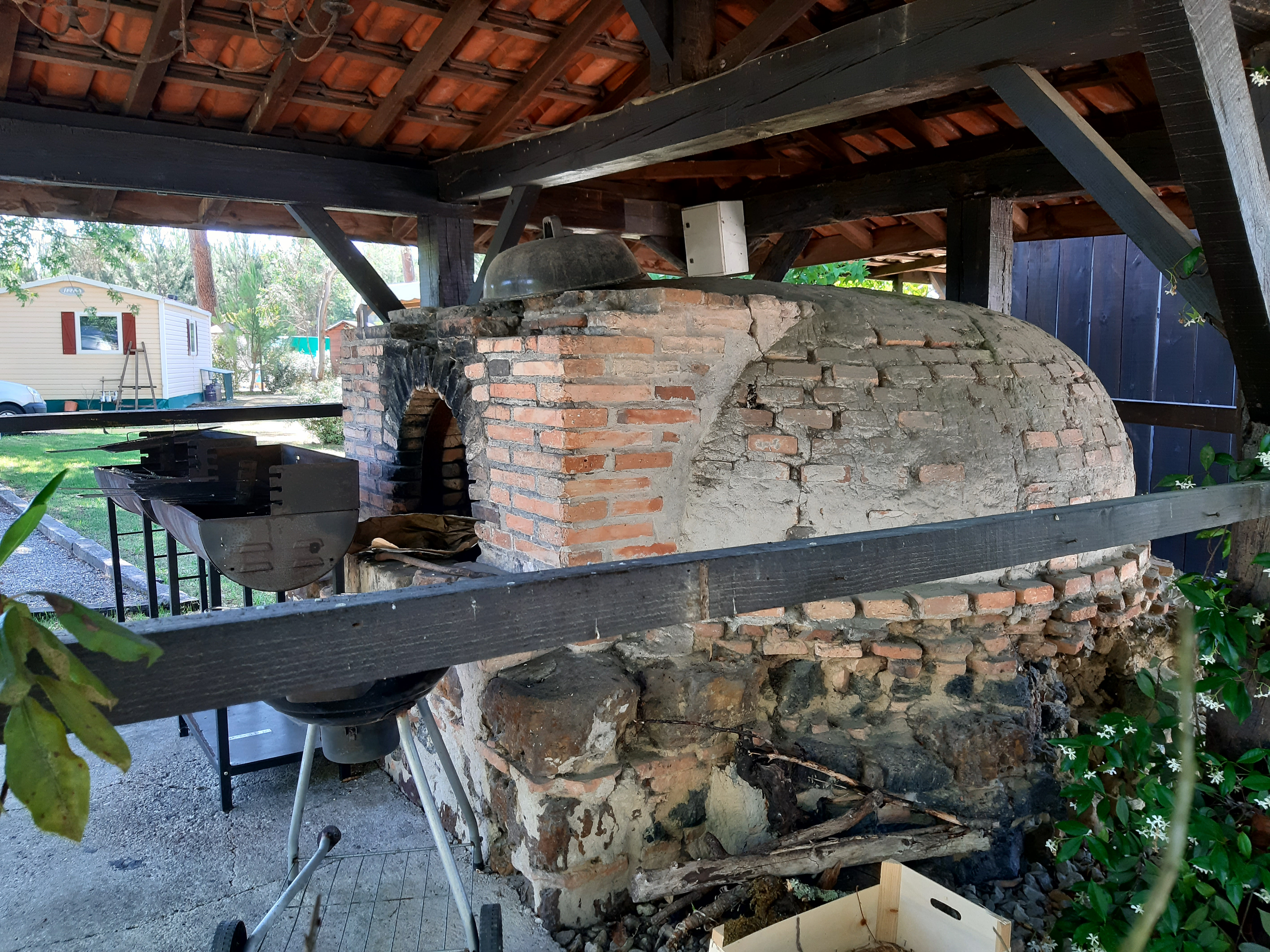
Four à pain de l'ancien quartier ouvrier
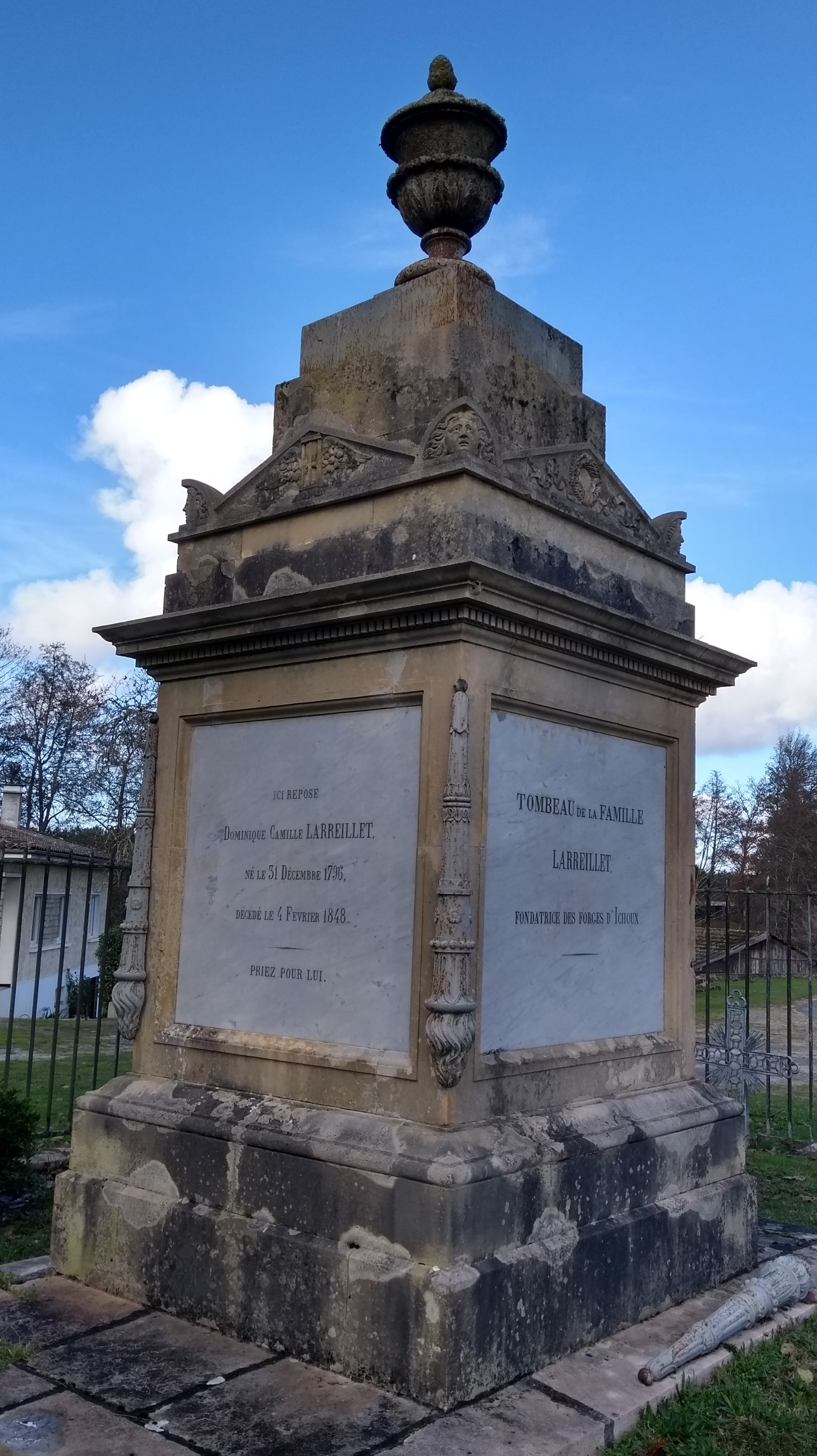
Monument funéraire de la famille Larreillet à Ychoux

### Forge d'Ychoux
Dominique Larreillet, né le 20 octobre 1771 à Ychoux, est le fondateur des forges du village. Il entreprend de mettre en valeur le domaine foncier dont il est propriétaire et devient, en tant que maître de forges, un des premiers acteurs du développement de la sidérurgie dans les Landes, petite industrie rurale qui tire parti des différentes ressources naturelles locales (le minerai présent dans les Landes sous forme de garluche, le pin des Landes transformé en charbon de bois, la tourbe et l'eau des rivières aménagées en retenues pour la production d'énergie hydraulique), afin de produire et transformer du fer et de la fonte dans des hauts fourneaux et des forges.
Une petite installation est fondée dès 1800 par Dominique Larreillet et en 1835, deux forges sont en activité :
- la forge du haut : haut fourneau de type catalan
- la forge du bas : laminoir[1]

La forge du haut est au centre d'un village industriel composé du château du maître de forges, ses dépendances et des maisons d'ouvriers.
Les forges produisent :
- de la fonte pour le moulage de marmites, tuyaux, boulets[3]. Une fonte de qualité supérieure est expédiée en Angleterre pour la fabrication de canons pour la Marine mais aussi de boulets pour l'arsenal de Bayonne. Elles produisent aussi des chenets, éviers, croix des tombes, ou encore des plaques funéraires[2]
- et, par affinage, du fer pour la fabrication de clous, outils et instruments aratoires[3].

Les forges d'Ychoux comptent jusqu'à 200 ouvriers. Subissant la  concurrence d'autres établissements plus importants, notamment celle des Forges de l'Adour s'implantant en 1881 à Tarnos et au Boucau, elles cessent de fonctionner en 1898 avec l'acquisition de la propriété par la Compagnie des Landes. Le domaine est détruit et les forges sont abandonnées. Quant à l'étang, il se comble peu à peu et laisse place à un vaste marécage. En 1964, M Franck Lahary, maire de l'époque, et son conseil municipal décident de remette en état le barrage : ils réhabilitent l'ouvrage d'art et remettent l'étang en eau. Le site prend sa configuration actuelle et le plan d'eau allie depuis des activités récréatives (promenade, pêche : sandre, carpe, esturgeon, anguille), économiques (camping) et de protection de l'environnement.

### Sentier pédestre
Un  circuit piéton forme une boucle de 900 mètres longeant l'étang et le ruisseau du Basque. Ponctué de panneaux pédagogiques, il permet la découverte des fonctions écologiques du lieu : ripisylve, touradons de carex, roselières, fougères ou bois mort constituant autant de refuges pour la faune. Le chemin du retour traverse un arboretum composant une collection de 19 espèces de chênes de toutes les régions tempérées de l'hémisphère nord et diverses essences locales ou d'importation :
- essences indigènes : chêne vert, chêne tauzin, chêne pédonculé, chêne liège, chêne sessile, chêne pubescent[5]
- essences importées :
  - d'Amérique du Nord : chêne rouge d'Amérique, chêne des marais, chêne du Maryland, quercus pagoda
  - d'Asie : chêne du Japon, liquidambar orientalis
  - d'Australie : eucalyptus[5]

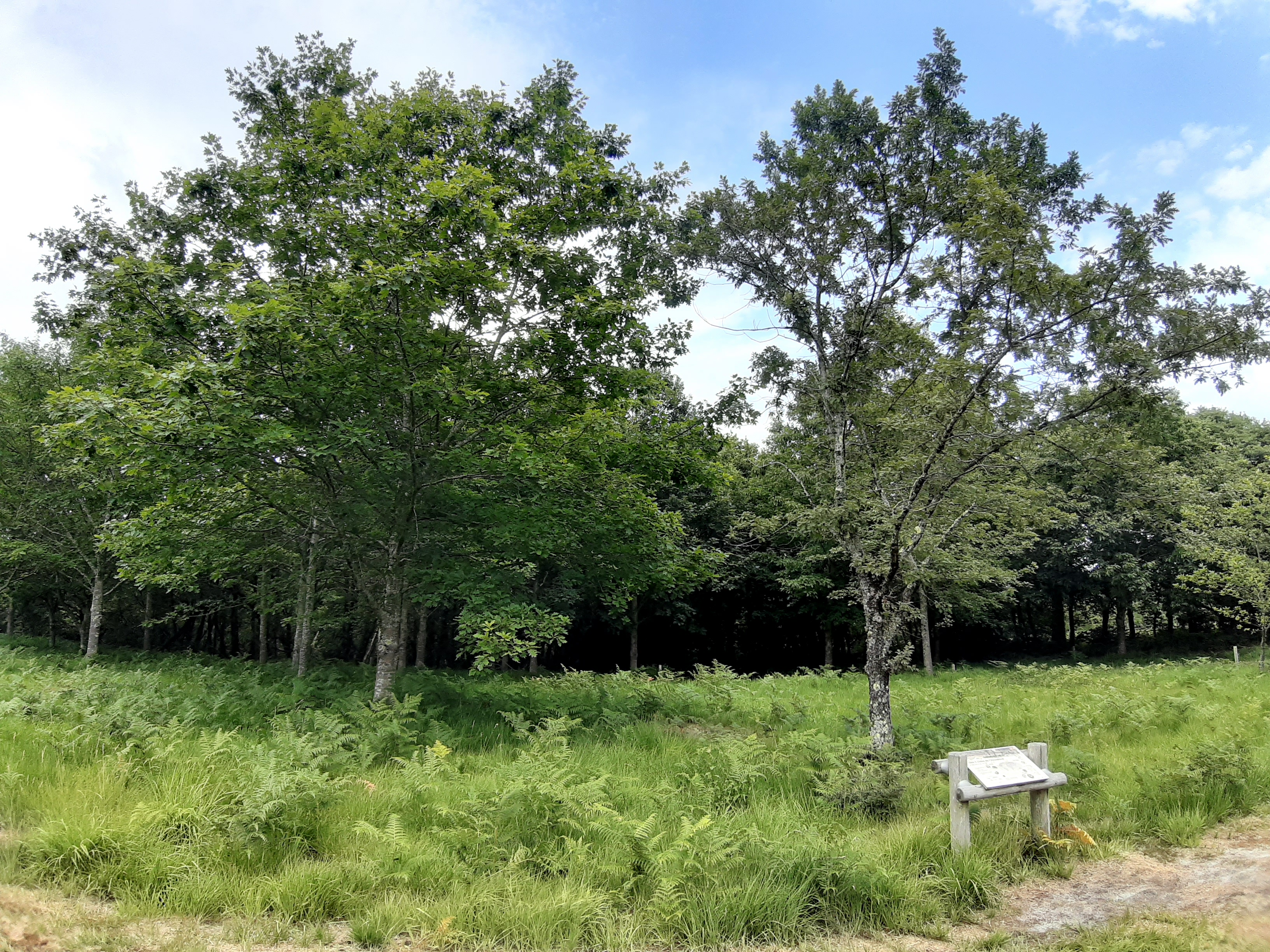
Arboretum jouxtant l'étang des Forges d'Ychoux
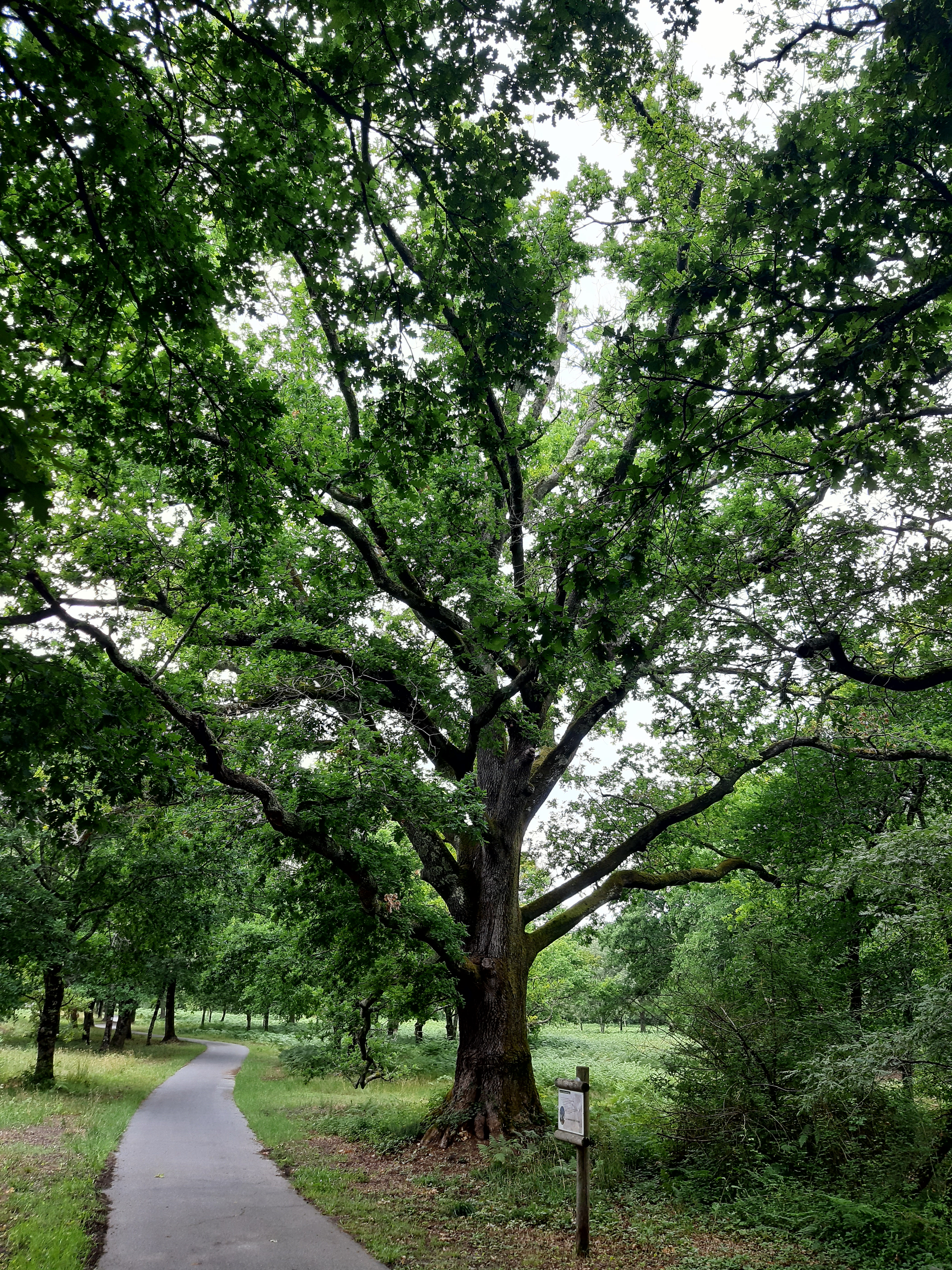
Chêne La Sentinelle des Forges

La sentinelle des Forges est le nom donné à un chêne pédonculé, né peu après la fondation des forges d'Ychoux au début du XIXe siècle. Il mesure 3,60 mètres de circonférence, a résisté à l'incendie de 1947 et à celui de 1949, à la tempête Martin du 27 décembre 1999 et à la tempête Klaus du 24 janvier 2009. En 2013, il a bénéficié d'un élagage de sécurité. Il est la propriété de la commune depuis septembre 1993.

## Classement
L'étang des forges d'Ychoux fait partie du site Natura 2000 FR7200714 - Zones humides de l'arrière dune du Pays de Born et de Buch.
Ce classement, datant de 2012, a pour  vocation de protéger la biodiversité remarquable présente sur la chaîne des lacs du nord des Landes.
En France métropolitaine, les zones humides ne couvrent que 3 % du territoire mais hébergent un tiers des espèces végétales remarquables ou menacées, la moitié des espèces d'oiseaux et la totalité des amphibiens et poissons d'eau douce. Ce sont des lieux d'abri, de nourrissage et de reproduction pour de nombreuses espèces, indispensables à la reproduction des batraciens. Elles constituent des étapes migratoires, des lieux de reproduction et d'hivernage pour de nombreuses espèces d'oiseaux. Concernant Ychoux, on peut noter la présence de la loutre d'Europe, la cistude d'Europe, d'amphibiens, odonates et papillons.
Le dispositif permet également de protéger de nombreuses plantes et des milieux naturels tels que des boisements humides attenants à l'étang composé d'aulnes, saules et osmonde royale, la végétation aquatique dont les nénuphars.
Une protection qui se veut compatible avec les activités humaines sociales, économiques et récréatives.